# مولي برنارد
مولي برنارد (بالإنجليزية: Molly Bernard)‏ هي ممثلة أمريكية، ولدت في 10 أبريل 1991 ببروكلين في الولايات المتحدة.

## أعمال

### أفلام
- (2000) إسداء الخدمات[5]
- (2015) المتدرب[6][7]

## وصلات خارجية
- مولي برنارد على موقع IMDb (الإنجليزية)
- مولي برنارد على موقع ألو سيني (الفرنسية)
- مولي برنارد على موقع أول موفي (الإنجليزية)
- مولي برنارد على موقع قاعدة بيانات الفيلم (الإنجليزية)
- مولي برنارد على موقع كينوبويسك (الروسية)